# Ostrožno Brdo
Ostrožno Brdo je naselje v Občini Ilirska Bistrica.
V kraju stoji poznobaročna cerkev sv. Antona Padovanskega iz leta 1793. V kraju stoji partizanska bolnišnica Zalesje.